# アキシマエンシス
アキシマエンシス（Akishimaensis）は、東京都昭島市つつじが丘3-3-15にある複合施設。別称は昭島市教育福祉総合センター（あきしましきょういくふくしそうごうセンター）。
2020年（令和2年）3月28日、昭島市立つつじが丘南小学校跡地に開館した。昭島市民図書館と昭島市郷土資料室を併せ持つ国際交流教養文化棟、校舎棟、体育館の3施設からなる。施設の名称はアキシマクジラの学名である Eschrichtius akishimaensis（エスクリクティウス アキシマエンシス）の種小名に因んでいる。

## 前史

### 昭島市立つつじが丘南小学校

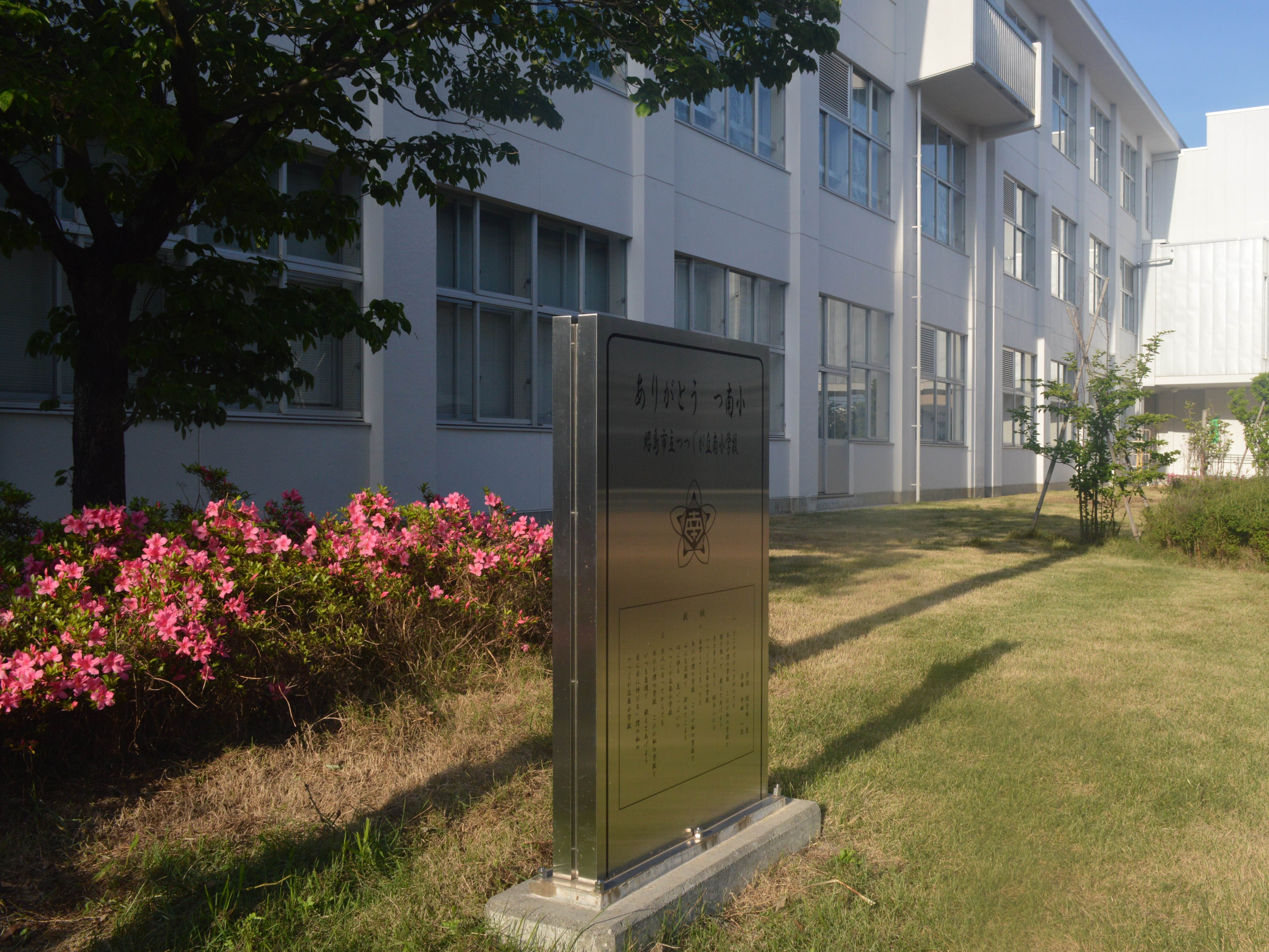
つつじが丘南小学校の記念碑

1981年（昭和56年）4月1日、昭島市における14番目の学校として昭島市立つつじが丘南小学校が開校した。2011年（平成23年）12月3日、開校30周年記念式典を挙行した。
2012年度時点のつつじが丘南小学校は11学級・児童数215人であり、6学年中4学年は年度ごとのクラス替えができない単学級となっていたうえ、児童数は緩やかに減少していくことが見込まれていた。2016年（平成28年）3月、つつじが丘南小学校は昭島市立つつじが丘北小学校と統合されて閉校し、同年4月には新たに昭島市立つつじが丘小学校が開校した。アキシマエンシスの敷地内（校庭跡地）には「閉校記念碑」が建立されている。

### 昭島市民図書館
1973年（昭和48年）5月12日、国鉄青梅線東中神駅徒歩2分の場所に昭島市民図書館が開館した。それまでの昭島市民図書館は図書館自身が「本を収納しておくだけの建物でしたし、本も貴重品という考えでした」と語る施設だったが、新館は資料の活用を重視する施設となった。開館日からの5日間で約4000人が利用者登録を済ませ、計9000冊もの資料を館外貸出した。
同年8月には3地区で青空図書館を実施する「緑陰図書館」を開設し、1974年（昭和49年）3月には拝島団地自治会集会所に子ども図書館を設置した。また、この間の1973年（昭和48年）5月26日には昭和分館が開館し、1975年（昭和50年）7月20日には松原分館が開館した。
1987年（昭和62年）10月5日には移動図書館の運行を開始した。1993年（平成5年）7月1日には緑分館が開館し、1999年（平成11年）4月8日にはやまのかみ分室が開設され、2000年（平成12年）10月5日には昭島市民会館に図書コーナーが設置された。2007年（平成19年）3月には昭島市子ども読書活動推進計画を策定した。2009年（平成21年）4月1日にはあきる野市図書館と、同年11月1日には福生市立図書館と、2011年（平成23年）4月1日には武蔵村山市立図書館と、2014年（平成26年）5月28日には立川市図書館との間で図書館相互利用を開始した。
2019年（令和元年）4月には指定管理者制度を導入し、TRC・野村不動産パートナーズ共同事業体が指定管理者となった。同年12月28日、昭島市民図書館が移転のために長期休館に入った。

### 昭島市郷土資料室
2002年（平成14年）3月には昭島市役所昭和町分室（旧昭島市商工会議所）2階に昭島市郷土資料室が開館した。

## 歴史

### アキシマエンシス
昭島市はつつじが丘南小学校の既存施設を有効活用した新施設を計画し、昭島市民図書館や昭島市郷土資料室などの移転を決定した。アキシマエンシスの国際交流教養文化棟は新築しているが、つつじが丘南小学校の旧校舎や旧体育館は解体せずに、改修工事を行った上で校舎棟や体育館として用いている。2020年（令和2年）前半には新型コロナウイルス感染症が世界的に流行したことで、本来の開館日である同年3月28日から休館を余儀なくされ、実質的には同年6月9日がアキシマエンシスの開館日となった。この間の5月12日には電子書籍サービスを開始した。

## 施設

### 国際交流教養文化棟
- 昭島市民図書館
  - 1階 - 一般書書架、児童書書架、おはなしのへや、授乳室、子ども一時預かり室、市民ギャラリー、ライブラリーカフェ
  - 2階 - 一般書書架、郷土資料、特別展示コーナー、ティーンズコーナー、学習室、ティーンズ学習室、静寂読書室、研究個室、グループ学習室、インターネット閲覧席、視聴覚ブース、レファレンスカウンター
- 昭島市郷土資料室

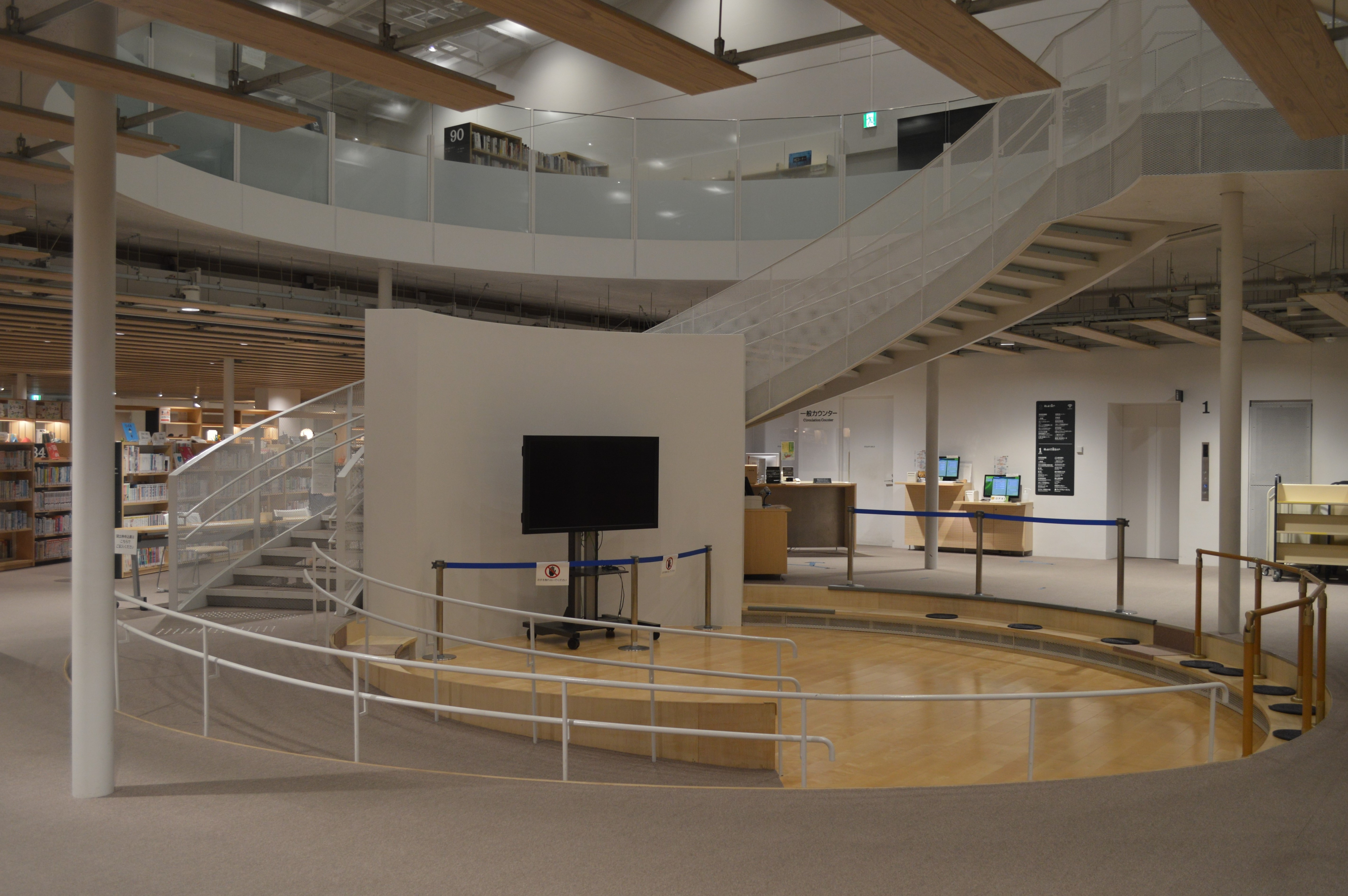
交流ひろば
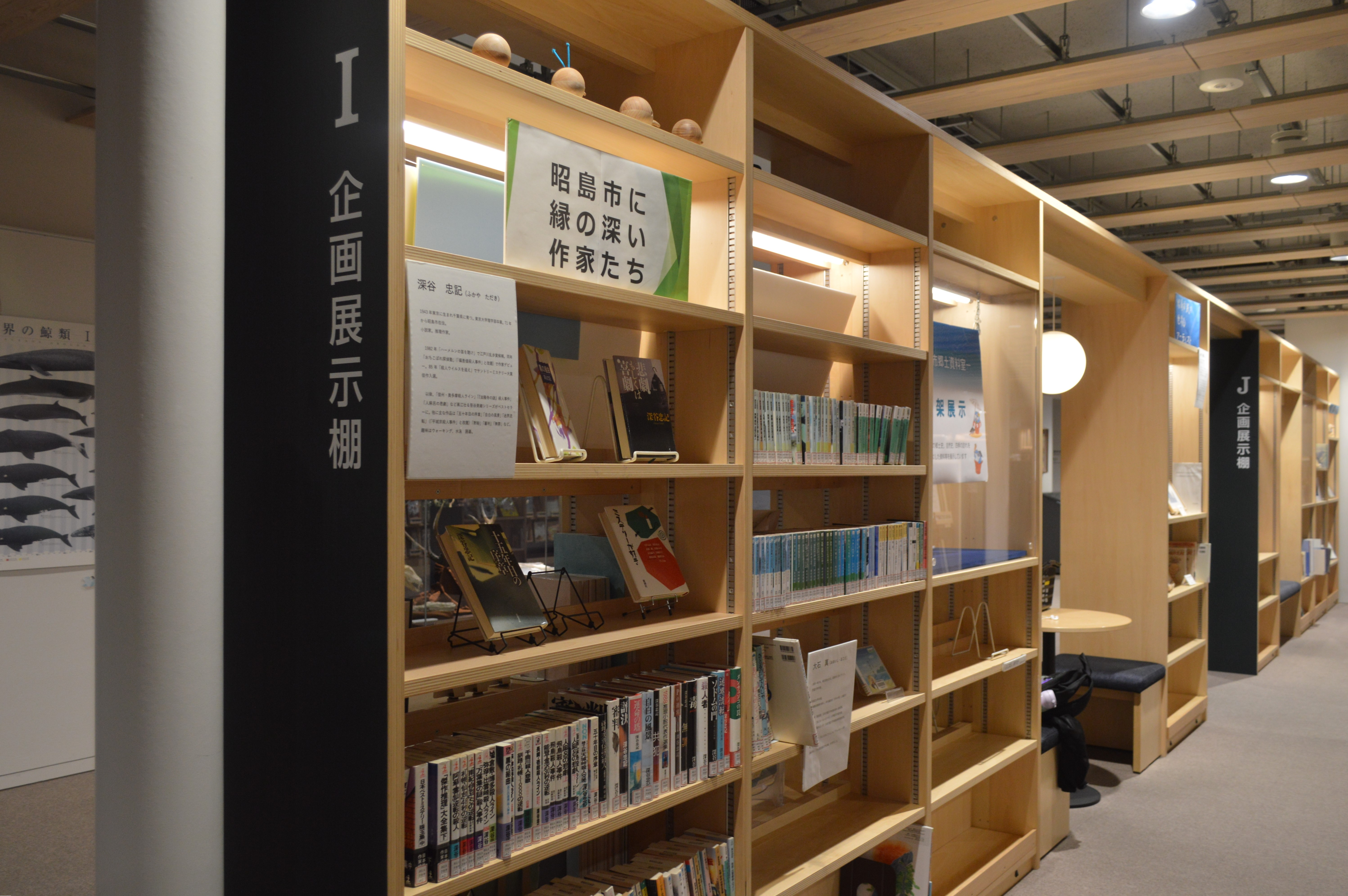
企画展示ブース
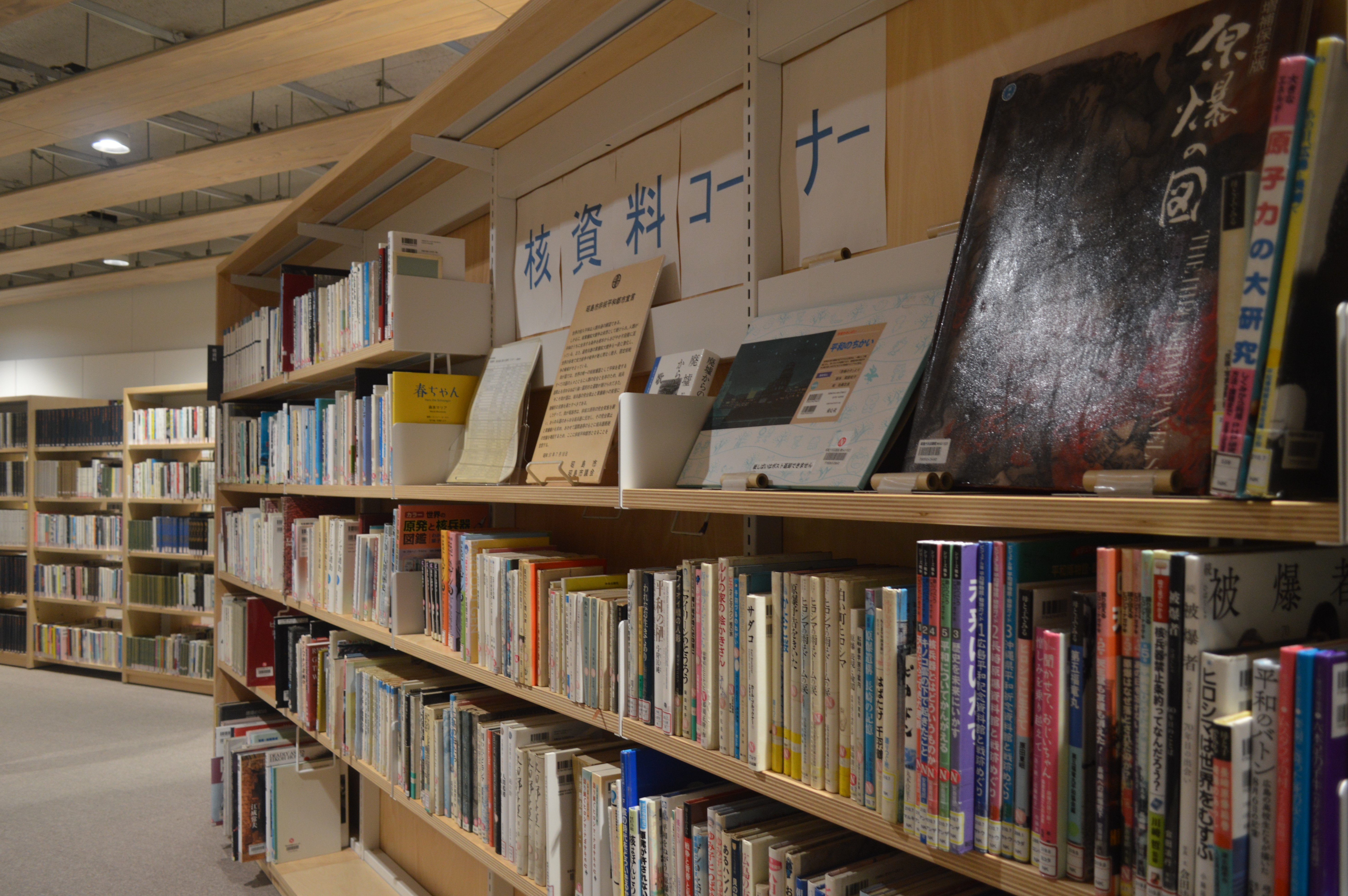
核資料コーナー
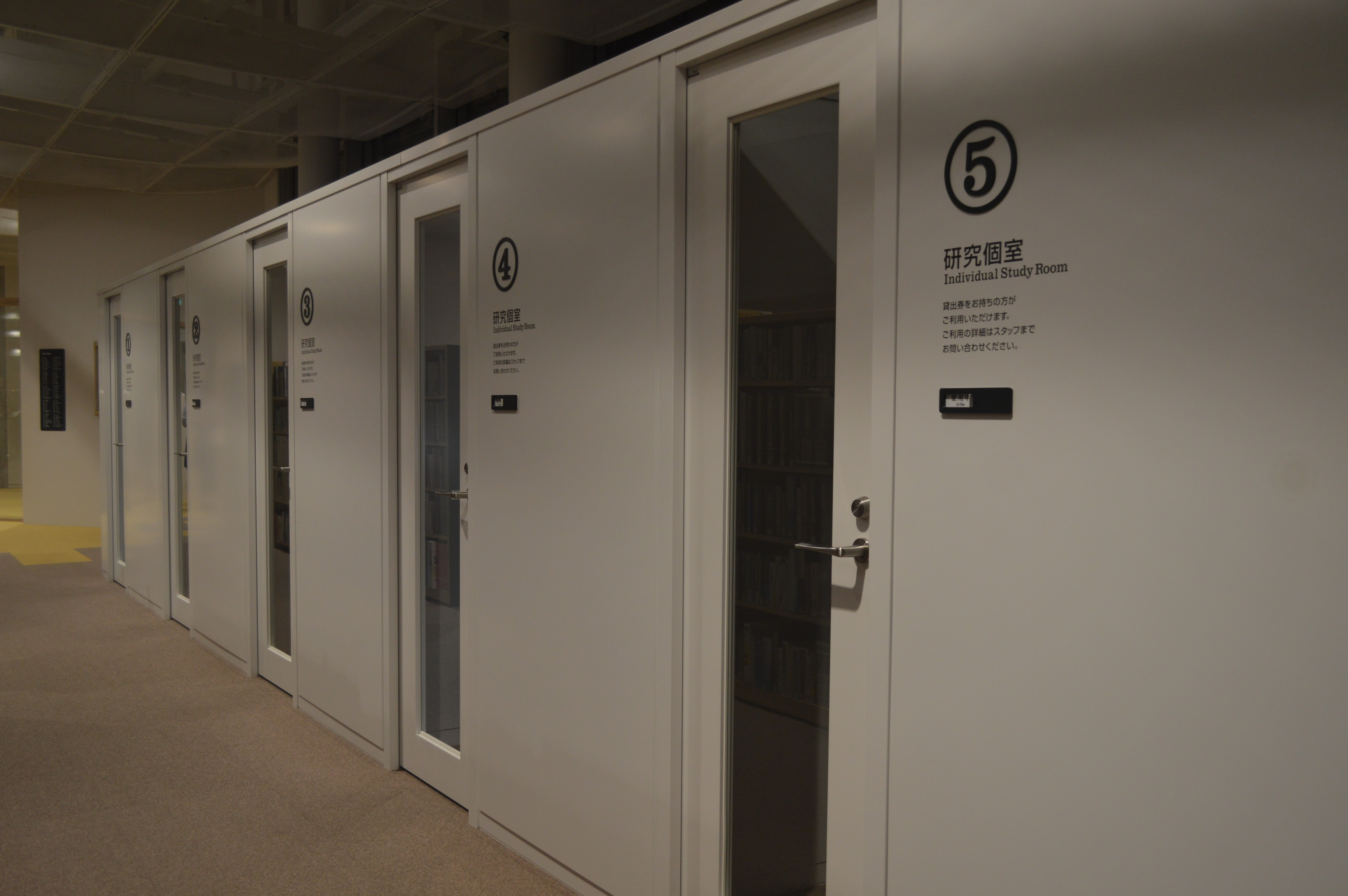
研究個室
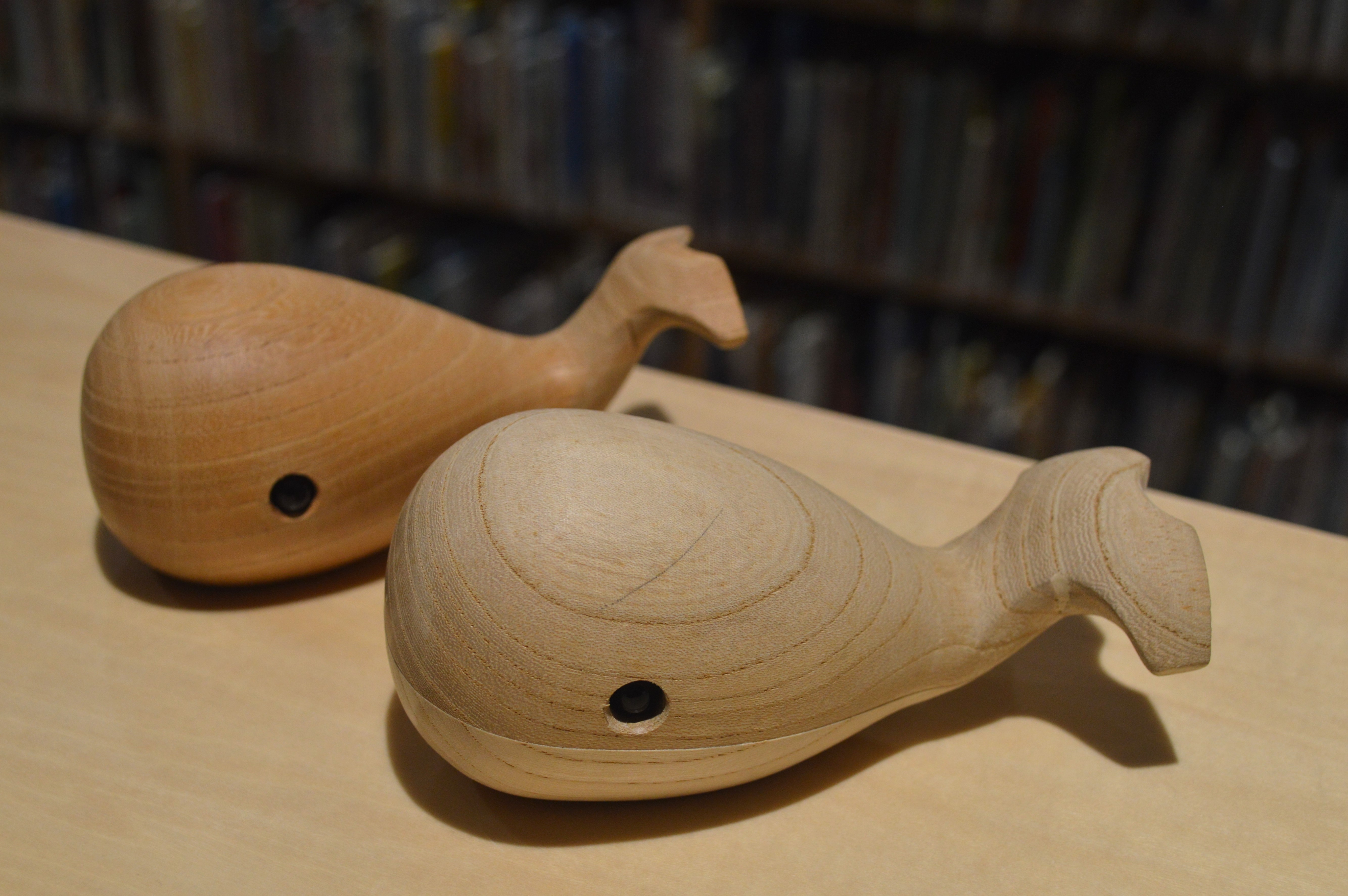
アキシマクジラの置物
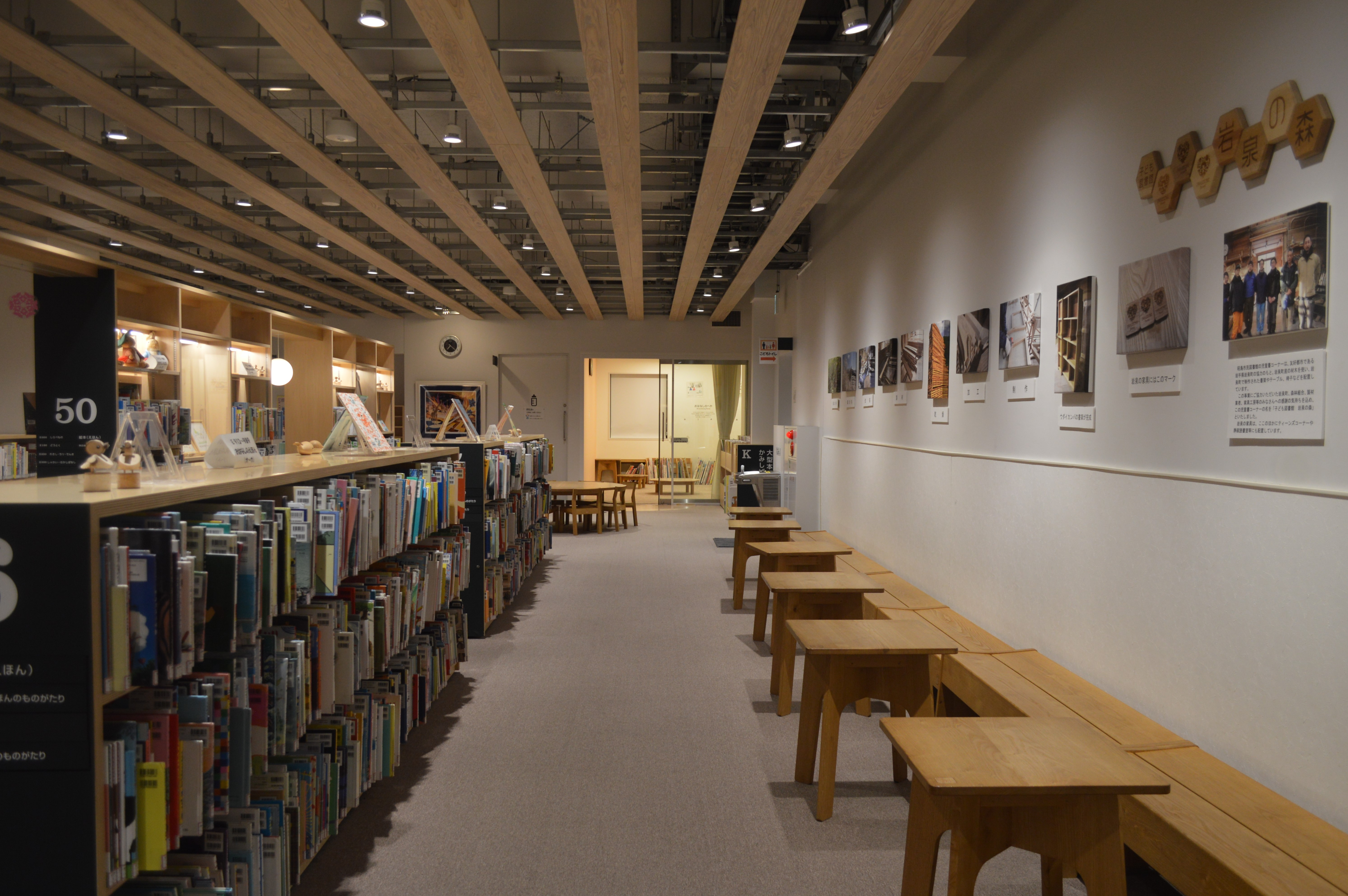
子ども図書館岩泉の森
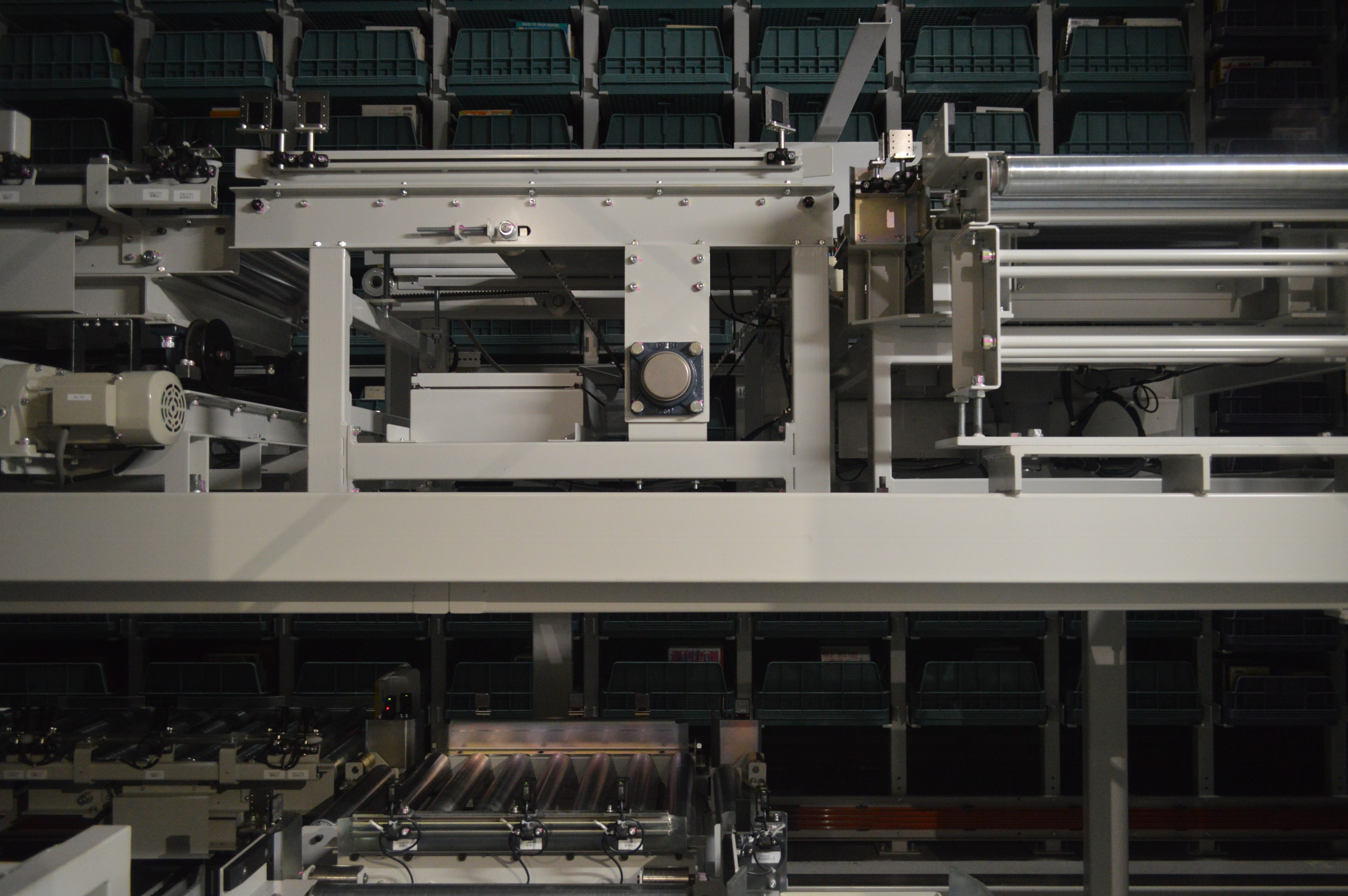
自動化書庫

### 校舎棟
- 1階 - 交流室、地域連携室、子育てひろば いちご、社会福祉事業団、相談室、子ども発達支援室
- 2階 - 会議室、理科・家庭科室、教室、研修室、相談室、男女共同参画センター
- 3階 - 音楽室、会議室、郷土資料展示室

### 体育館
- 約200席の電動式可動客席があり、約300人を収容する[12]。

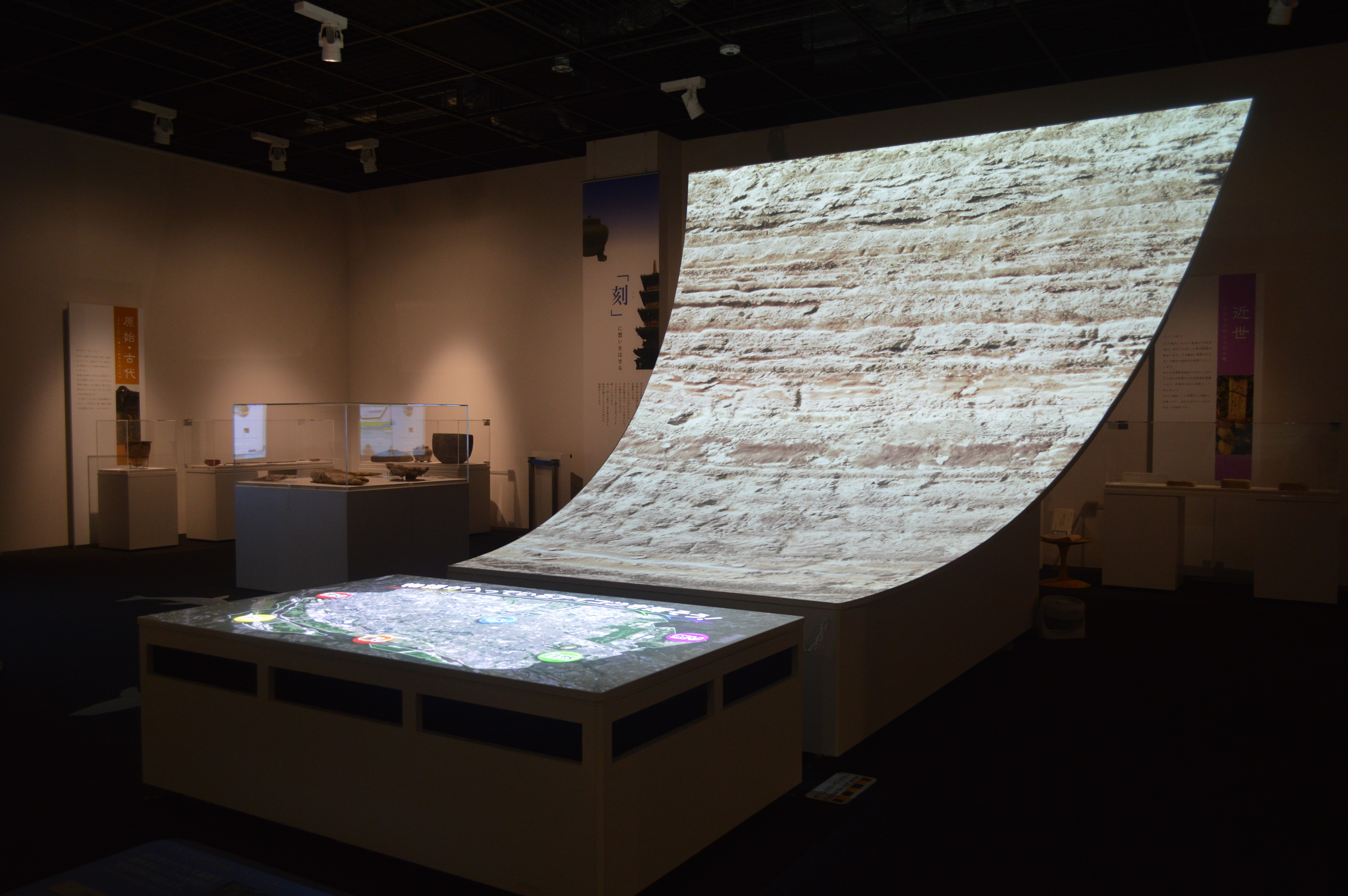
国際交流教養文化棟の昭島市郷土資料室
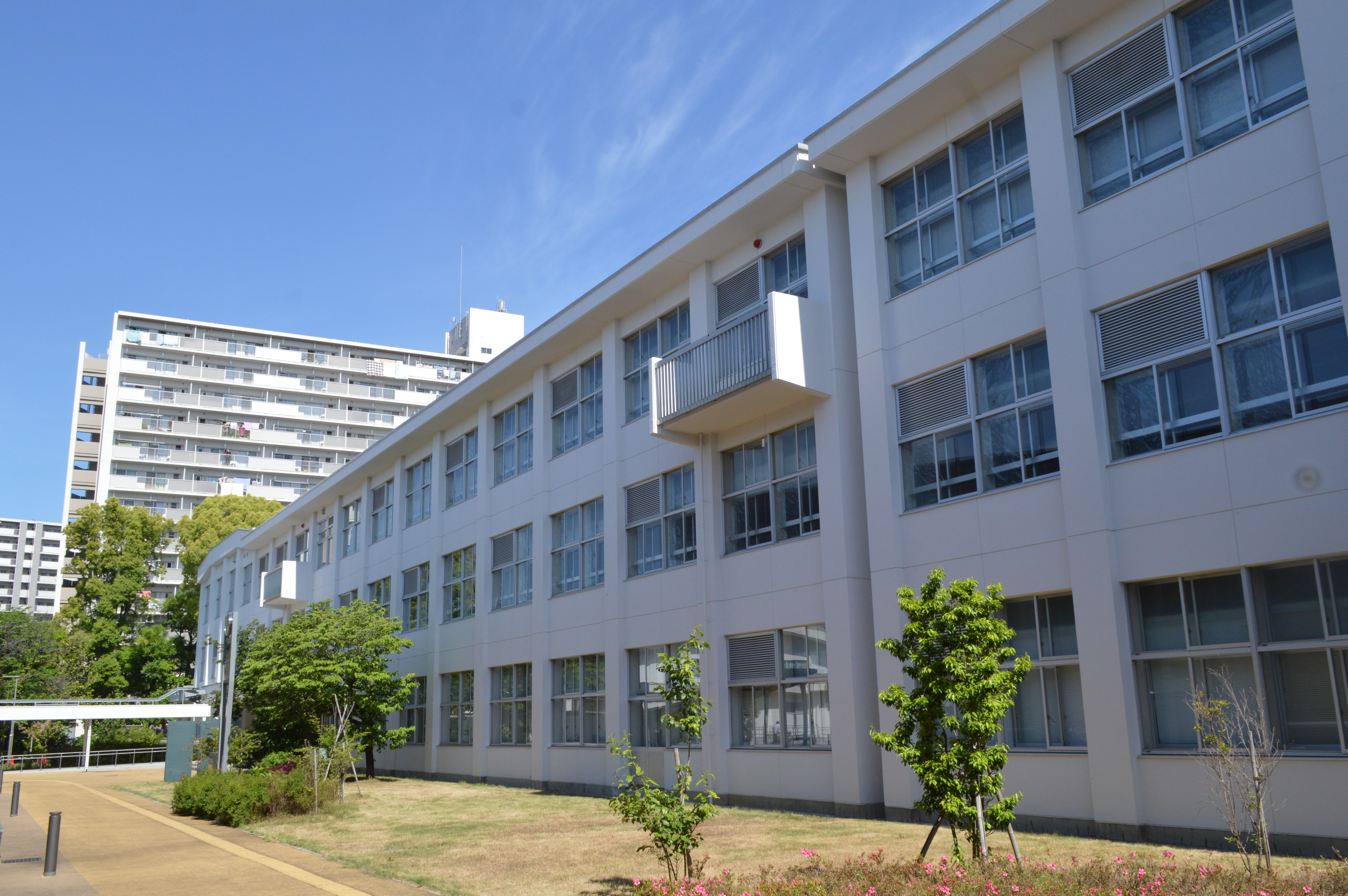
校舎棟
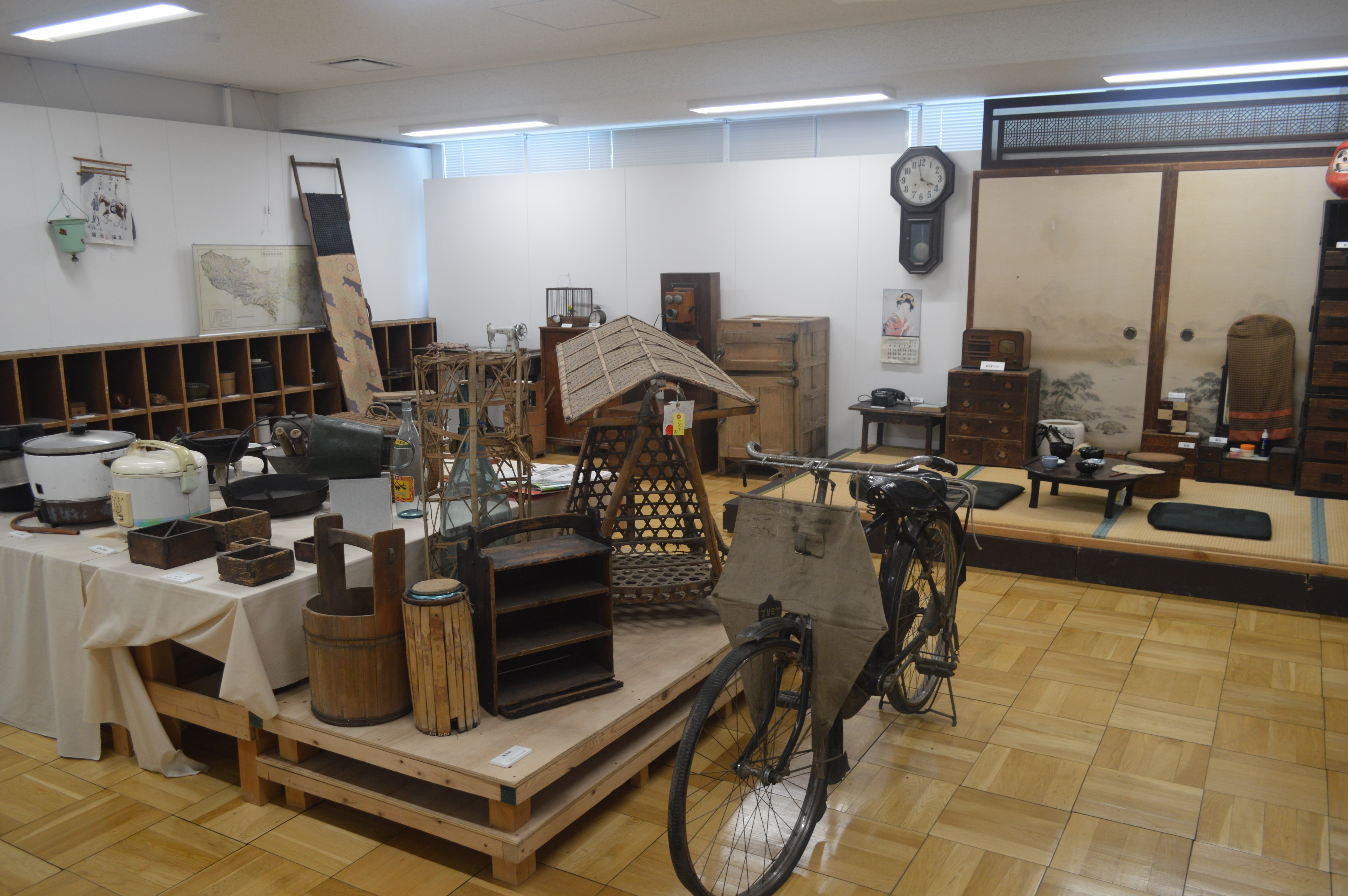
校舎棟の郷土資料展示室
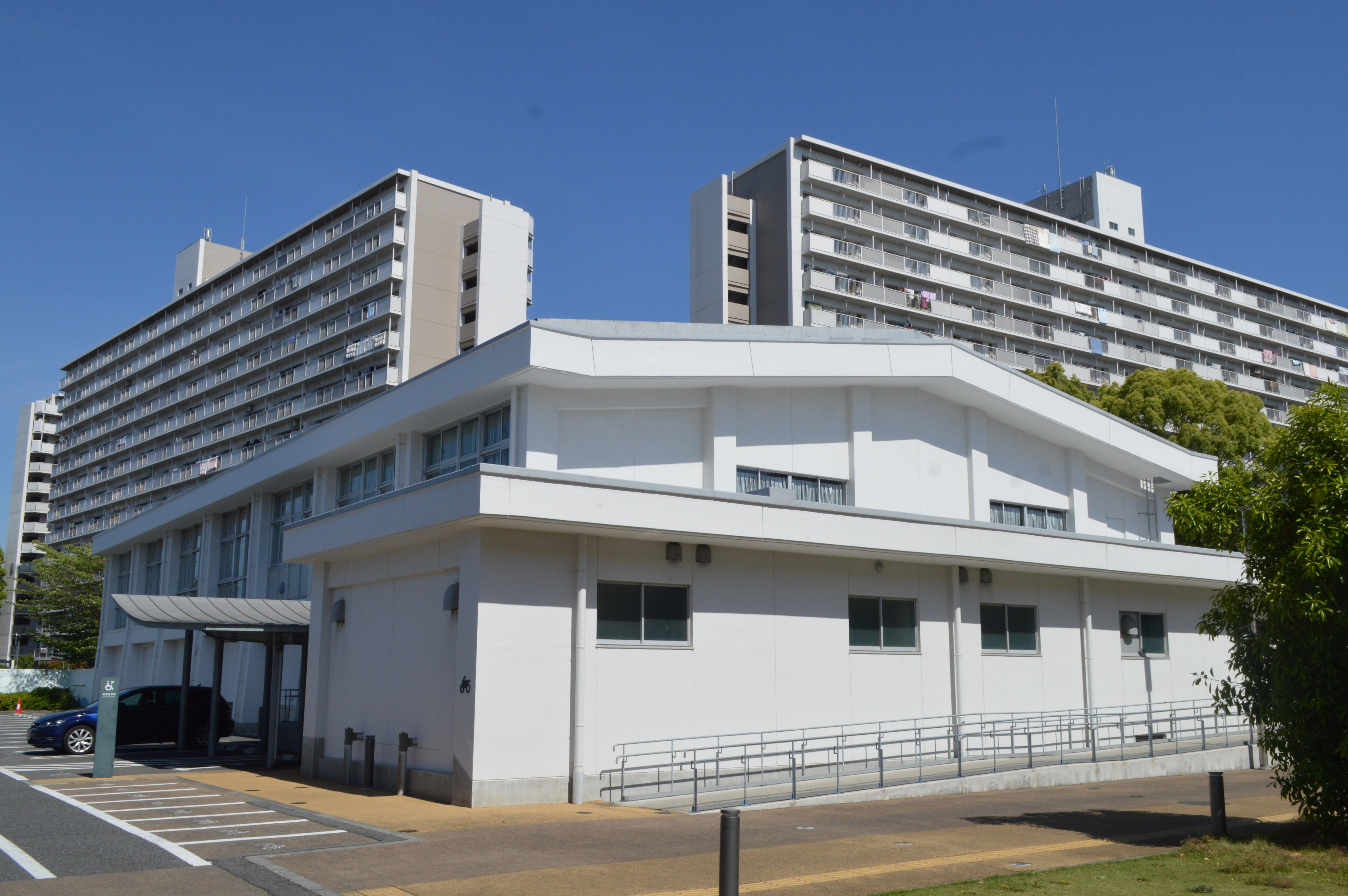
体育館

## 特色

### アキシマクジラの原寸大化石レプリカ

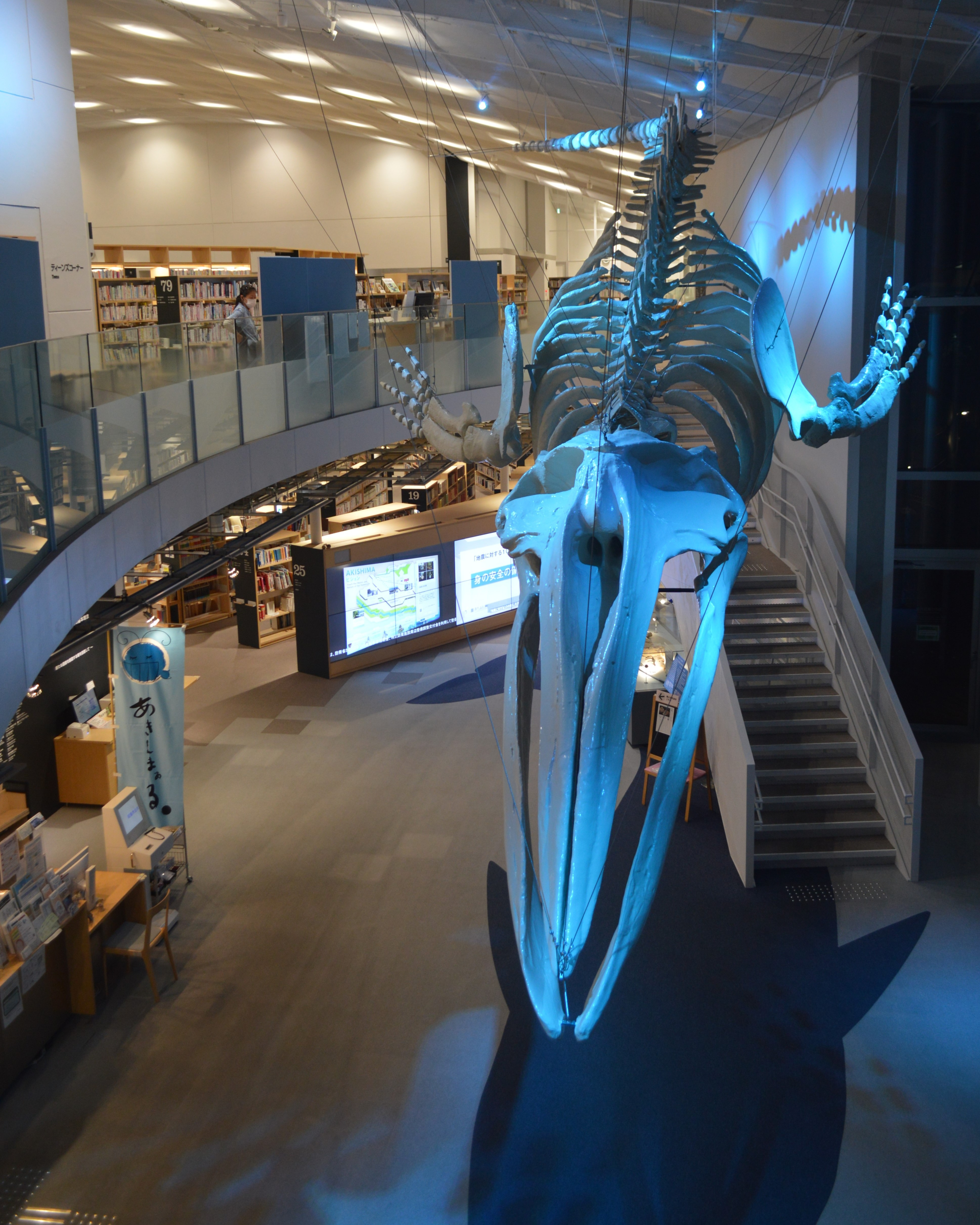
アキシマクジラ原寸大化石レプリカ

国際交流教養文化棟のメインエントランスには、全長13.5 m あるアキシマクジラの原寸大化石レプリカが展示されている。国際交流教養文化棟の館内には昭島市の友好都市である岩手県下閉伊郡岩泉町産の木材を用いた椅子や机が設置されている。児童書コーナー「こども図書館岩泉の森」は全ての椅子と机が岩泉町産の木材である。

### 図書館

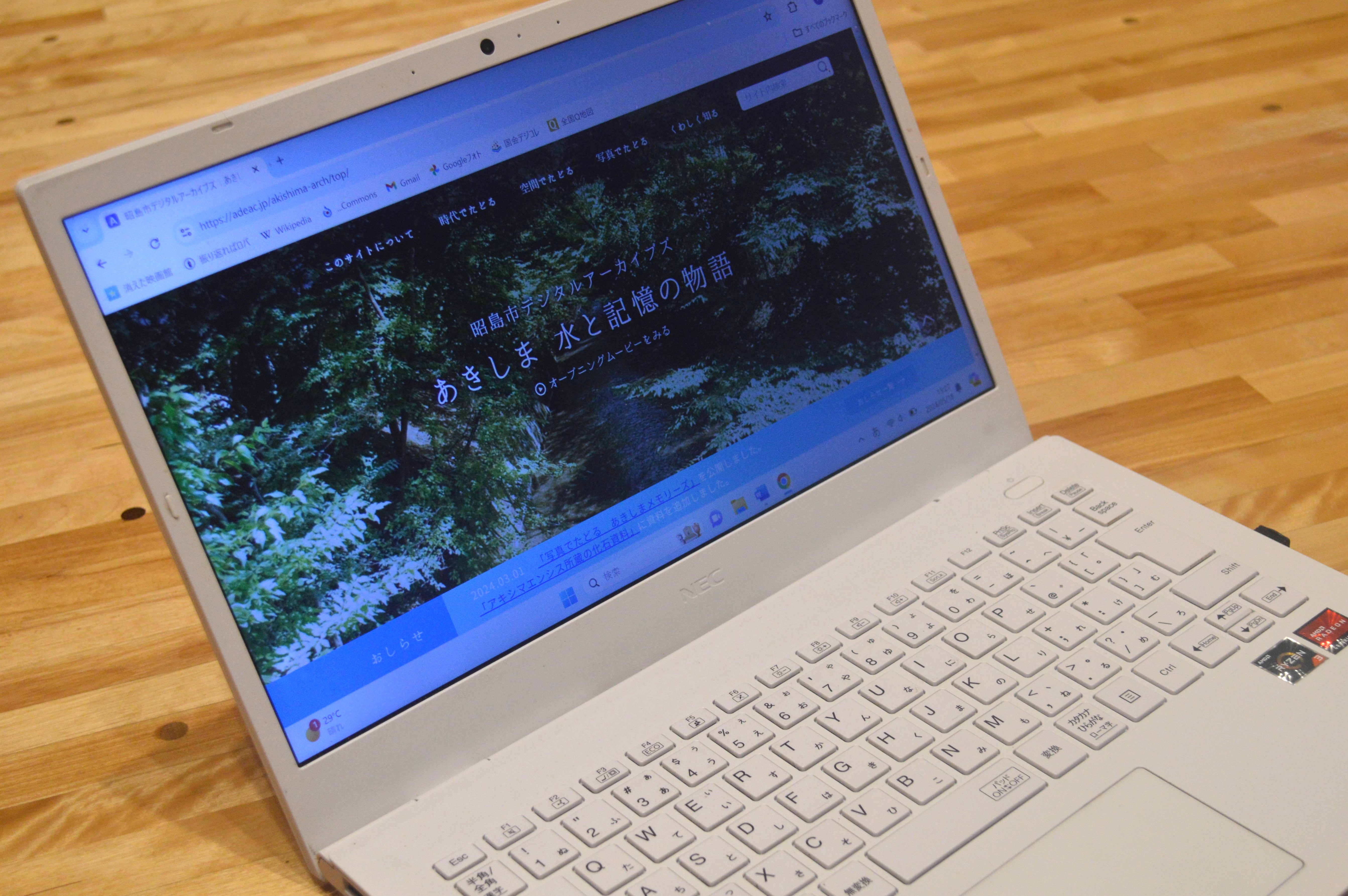
昭島市デジタルアーカイブズ

昭島市民図書館には自動貸出返却機を設置している。学習室や個室などの座席予約システムを有している。館外貸出した書籍の題名を冊子に記録できる「読書の記録」（読書通帳）サービスも行っている。2020年（令和2年）5月から電子書籍サービスを行っている。

#### デジタルアーカイブ
2021年度（令和元年度）には昭島市教育委員会が図書館振興財団から助成を受けて、青梅鉄道の昭島市に関係する史料のデジタル化、『昭島市史附編』年表のデータベース化、『あきしまの歴史散歩』ウェブ版の作成、大日如来坐像修復記録の公開などを実施した。TRC-ADEAC株式会社が運営するデジタルアーカイブ構築システムのADEAC上には「昭島市デジタルアーカイブズ」が公開されている。

#### 移動図書館
1987年（昭和62年）10月5日、移動図書館車「もくせい号」の運行を開始した。2024年（令和6年）時点では月2回の頻度で13か所のステーションを巡回しているほか、毎週木曜18時から20時にはJR青梅線東中神駅南口駅前ロータリーに停車し、仕事帰りの市民などに向けたアウトリーチを行っている。

#### 新幹線電車図書館（閉館）
市民グループからの要望をきっかけとして、JR東海から本物の新幹線0系電車先頭車両を購入し、1992年（平成4年）4月17日にはつつじが丘団地の一角に昭島市民図書館つつじが丘分室（通称：新幹線電車図書館）を開設した。運転席や座席に座ることもでき、子どもたちや鉄道ファンから人気があった。新幹線電車図書館と似た例として、地元自治体による公立図書館ができる前から地域住民の手で運営を続けている西武101系電車を用いた東村山市の「くめがわ電車図書館」がある。年間約2万人の利用者数があったが、アキシマエンシスの開館に伴って2020年（令和2年）3月1日に閉館した。

## 現地情報
所在地
- 196-0012 東京都昭島市つつじが丘3-3-15

交通アクセス
- JR青梅線昭島駅または中神駅から徒歩10分